# Jean-Paul Fourmentraux
Jean-Paul Fourmentraux, né le 21 juillet 1970 à Fès au Maroc, est un socio-anthropologue, un critique et un théoricien de l'art français, spécialisé dans la question du rapport entre art, politique et technologies numériques. Il est professeur à l'Université d'Aix-Marseille.

## Formation et parcours professionnel
Après des études de Sociologie et Philosophie, il obtient en 1997 une Maîtrise de sociologie de l’art et sociologie des médias à l’Université de Toulouse Jean Jaurès. Intitulé L'Art vidéo et ses processus de légitimation sociale : Une dialectique de la résistance. Son mémoire de recherche examine les ressorts et tensions de l’institutionnalisation d’une (in)discipline, l’Art vidéo, d’abord doublement rejetée par les mondes de l’art et de la télévision.
En 1998, il soutient un Diplôme d’études approfondies (D.E.A) sur la naissance du Net art et de l'art numérique en réseau.
ATER en 2001-2002, il partage son service d’enseignement et de recherche entre les départements de Sociologie et d’Arts plastiques de l’Université de Toulouse Jean Jaurès.
Il défend en 2003 sa thèse de doctorat intitulée L'œuvre en actes : sociologie du Net art à l'Université Toulouse-Jean-Jaurès. Il publie sa thèse en 2005 sous le titre Art et Internet, les nouvelles figures de la création, au CNRS éditions.
En 2003-2004, il obtient un premier contrat Post-doctoral au Canada, à l’Institut National de la Recherche Scientifique (INRS-Urbanisation, culture, société) à Montréal (Québec), où il enquête sur la création d’un Consortium interdisciplinaire en art et technologies médiatiques Hexagram, pour lequel il devient ensuite consultant de 2005 à 2007.
En 2004 et 2005, un second post-doctorat du CNRS au Centre de sociologie du travail et des arts, laboratoire dirigé par le sociologue Pierre-Michel Menger à l’EHESS de Paris, le conduit à élargir ses études sur les partenariats arts et sciences. Ces recherches donnent lieu à la publication en 2010 de l'ouvrage Artistes de laboratoire : Recherche et création à l'ère numérique, aux éditions Hermann.
De 2007 à 2014, il obtient un poste de Maitre de conférence à l’Université de Lille où il enseigne au département Arts et Cultures et devient membre du laboratoire interdisciplinaire GERIICO en sciences de l’information et de la communication. Il est alors également chercheur associé au Centre de sociologie de l’innovation (CSI) de l’École des Mines de Paris.
Depuis 2014, il enseigne également au département des arts de l’Université de Paris Panthéon-Sorbonne (Master IMAIC) ainsi qu’au département d’histoire de l’art de l’Université de Lille (Master SCV). 
En 2011, il défend à l’Université Paris-Descartes, Sorbonne, une Habilitation à diriger des recherches (HDR) en Sciences humaines et sociales, intitulée  Faire œuvre commune : arts, technologies, sociétés . Plusieurs ouvrages en sont tirés, dont L'œuvre commune : affaire d'art et de citoyen, les Presses du réel, 2012.
Depuis 2014, il est Professeur des Universités, au sein d’Aix-Marseille Université où il rejoint le Laboratoire de sciences des arts (LESA) puis le Centre Norbert Elias, une UMR CNRS implantée sur le site de La Vieille charité à Marseille. Il dirige le Master "Arts, création numérique" du département des Arts, Turbulence. 
Il est également critique d'art, membre de l’A.I.C.A, et à ce titre publie de nombreux articles dans des revues spécialisées.

## Domaines de recherche
Ses recherches interdisciplinaires portent sur les enjeux politiques et anthropologiques des arts et des technologies contemporaines. Ils croisent différents domaines : la Sociologie des arts et de la culture, l'Esthétique philosophique, l'Histoire de l’innovation et d'Internet, les Sciences de la communication et des médias, l'Anthropologie des techniques.
Ses travaux empruntent trois orientations principales : 
- l’examen des dynamiques de création et de recherche interdisciplinaires, centré en particulier sur les relations entre sciences, arts et technologies ; 
- l’étude des cultures numériques, croisant arts, (h)activisme et pratiques amateurs, en lien notamment avec le développement d’Internet et aujourd’hui de l’IA ; 
- l’analyse des relations entre art et démocratie, ou la fabrique de « communs » sur le terrain du renouvellement des politiques culturelles et de la participation citoyenne aux dynamiques politiques et territoriales.
Ses  recherches ont fait suite à plusieurs commandes et rapports : par exemple, pour le Centquatre, Paris (2014) ; pour le programme culture de la Fondation de France (2010-2012) - Les nouveaux commanditaires ; pour l’INRS-Urbanisation, culture, sociétés (Montréal, 2003) - Les tensions de l’innovation artistique à l’interface de l’université et de l’industrie (2003) ; pour la Délégation aux arts plastiques du Ministère de la Culture (France) - Entre l'artiste et l'informaticien : espace de médiation, traduction, négociation (2001), Culture visuelle et art collectif sur le web (1999). 
Il a publié une dizaine d’ouvrages aux éditions du CNRS, Hermann, Les Presses du réel, La lettre volée - et plus d’une centaine d’articles dans des revues scientifiques nationales et internationales : Sociologie du travail, Réseaux, Ethnologie Française, Hermes, Communication, Quaderni, Sociologie de l'art, Leonardo MIT Press, etc.

### Ouvrages
- Art et internet (préf. Antoine Hennion, postface Howard Becker), CNRS éditions, 2005, réédition augmentée en 2010 (ISBN 978-2-271-07099-9), p. 285
- Artistes de laboratoire : Recherche et création à l'ère numérique (préf. Pierre-Michel Menger), Hermann, 2011, 126 p. (ISBN 978-2705681852)
- L'œuvre commune : Affaire d'art et de citoyen (préf. Paul Ardenne), Les Presses du réel, 2012 (ISBN 9782840664772)
- L'œuvre virale : net art et culture hacker (préf. Frank Popper), La lettre volée, 2013, 142 p. (ISBN 978-2-87317-384-5)
- antiDATA : la désobéissance numérique. Art et hacktivisme, Les Presses du réel, 2020, 232 p. (ISBN 978-2-37896-185-5)
- Sousveillance : L'œil du contre-pouvoir, Les Presses du réel, 2023 (ISBN 978-2-37896-429-0)

### Direction d'ouvrages
- Identités numériques : expressions et traçabilité, CNRS éditions, coll. « Les Essentiels d'Hermès », 2015, 238 p. (ISBN 978-2-271-08702-7, DOI 10.4000/books.editionscnrs.20352)
- L’Ere Post-Media. Humanités digitales et cultures numériques, Paris, Hermann, Coll. "Cultures numériques", 2012, 270 p.  (ISBN 9782705683269).
- Art et Science, CNRS éditions, coll. Les essentiels d'Hermès, 2012, 216 p.  (ISBN 9782271075086).
- Digital stories : arts, design et cultures transmédia, Paris, Hermann, coll. « Cultures numériques », 212 p. (ISBN 978-2-7056-9192-9)
- Images interactives : art contemporain, recherche et création numérique, La lettre volée, coll. « Essais », 2016, 240 p. (ISBN 978-2-87317-471-2, présentation en ligne)